# Перепись населения в прибалтийских губерниях (1881)
Перепись населения в прибалтийских губерниях Российской империи была проведена 29 декабря 1881 года (10 января 1882 года по новому стилю). Охватила население Эстляндской, Лифляндской и Курляндской губерний (без Иллукстского уезда) Российской империи. Двинский, Люцинский и Режицкий уезды, позднее вошедшие в состав Латвии, также не были охвачены переписью, поскольку входили в состав Витебской губернии.

## Публикация и содержание
15 глав переписи были опубликованы в 1883—1885 годах, в том числе по:
- 5 уездам Эстляндской губернии
- 7 уездам Лифляндской губернии
- 3 уездам Курляндской губернии

## Национальный состав
Перепись впервые дала достаточно точное представление о национальном составе населения.
В границах современной Эстонии в её населении преобладали эстонцы (89,7 %), также проживали немцы (5,3 %), русские (3,3 %), шведы (0,6 %) и евреи (0,4 %). Всё население в границах современной Эстонии составило 881 455 человек, из которых в городах проживало лишь 114 230 (13,0 %), что, однако, было высоким показателем для Российской империи.
В сгруппированных частях Лифляндии и Курляндии, находящихся ныне в границах современной Латвии (без Латгалии) преобладали латыши (77,0 %), также проживали остзейские немцы (11,3 %), евреи (5,5 %), русские с белорусами (4,0 %), поляки и прочие (2,2 %). Наиболее пёстрым был национальный состав Риги: здесь в большом количестве проживали немцы (32,3 %) и латыши (30 %), русские (16,7 %), также высока была доля евреeв (8,5 %) и поляков (8,0 %).